# Saint-Quentin-Fallavier
Saint-Quentin-Fallavier è un comune francese di 6 068 abitanti situato nel dipartimento dell'Isère della regione dell'Alvernia-Rodano-Alpi.

## Società

### Evoluzione demografica
Abitanti censiti